# David Gray (calciatore)
David Peter Gray (Edimburgo, 4 maggio 1988) è un allenatore di calcio ed ex calciatore scozzese, di ruolo difensore, tecnico dell'Hibernian.

## Carriera

### Giocatore

#### Club
Il 21 maggio 2016 ha realizzato la rete del definitivo 3-2 al 92' della finale di Coppa di Scozia vinta dall'Hibernian contro i Rangers, risultando quindi determinante per la vittoria del trofeo, che gli Hibees non vincevano da 114 anni. Tra il 2017 ed il 2021 totalizza complessivamente 37 presenze e 3 reti nella prima divisione scozzese, sempre con gli Hibees, con la cui maglia nel corso della stagione 2018-2019 totalizza anche 5 presenze e 2 reti nei turni preliminari di UEFA Europa League, competizione in cui già aveva segnato una rete in 2 presenze (sempre nei turni preliminari) nel corso della stagione 2016-2017.

#### Nazionale
Nelle primissime fasi della carriera ha fatto parte del giro delle nazionali giovanili, con due presenze nella nazionale scozzese Under-19 nel 2006 e due presenze nella nazionale scozzese Under-21 tra il 2008 e il 2009.

### Allenatore
Al termine della stagione 2020-2021 si ritira, restando comunque all'Hibernian come vice allenatore.

## Palmarès

### Giocatore

#### Competizioni nazionali
- Coppa di Scozia: 1

Hibernian: 2015-2016
- Scottish Championship: 1

Hibernian: 2016-2017